# Uloma subtuberosa
Uloma subtuberosa – gatunek chrząszcza z rodziny czarnuchowatych i podrodziny Tenebrioninae.
Gatunek ten opisany został po raz pierwszy w 1980 roku przez Zoltána Kaszaba.
Chrząszcz o owalnym w zarysie, wypukłym ciele długości od 7 do 8 mm i szerokości około 3 mm. Ubarwienie ma czarne. Głowa ma lekko falisty przedni brzeg nadustka, owalne i wyłupiaste oczy i nitkowate czułki o członach od piątego do dziewiątego z nieco spiczasto wyciągniętymi krawędziami wierzchołkowymi. Przedplecze jest poprzeczne, o przedniej krawędzi delikatnie obrzeżonej, bocznych krawędziach zaokrąglonych i wyraźnie obrzeżonych, a krawędzi tylnej silnie obrzeżonej. Na trójkątnej tarczce występują nieliczne, bardzo drobne punkty. Pokrywy są odwrotnie jajowate, o punktowanych rzędach i wypukłych międzyrzędach. 
Owad orientalny, endemiczny dla Malezji, znany tylko ze stanów Selangor i Sabah.